# Burg Hiji
Die Burg Hiji (japanisch 日出城, Hiji-jō) auch Burg Yōkoku (暘谷城, Yōkoku-jō), befindet sich in der Gemeinde Hiji, Präfektur Ōita. In der Edo-Zeit residierten dort die Kinoshita mit einem Einkommen von 30.000 Koku als kleinere Tozama-Daimyō.

## Geschichte

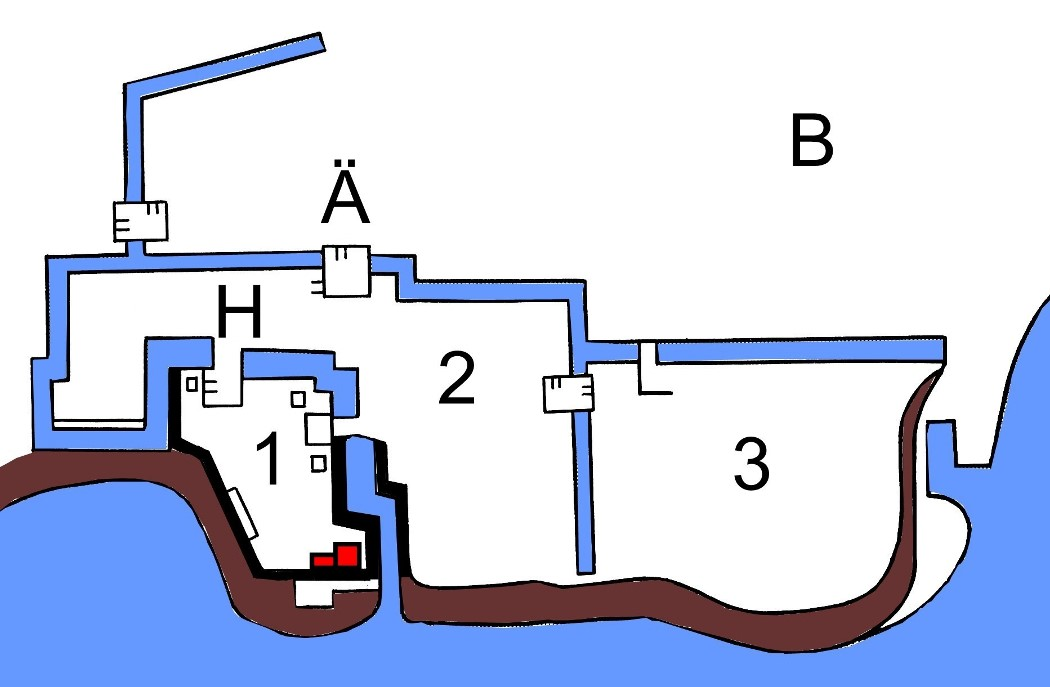
Burg Hiji 1: Hommaru
2: Ni-nomaru 3: San-no-maru
H: Haupttor Ä: Äußeres Haupttor Rot: Burgturm
B: Burgstadt

Nach der Schlacht von Sekigahara erhielt im Jahr 1601 Kinoshita Nobutoshi (木下 延俊), ein Neffe Toyotomi Hideyoshis, das Lehen Hiji mit einem Einkommen von 30.000 Koku. Die Kinoshita regieren von der Burg Hiji aus ihr Lehen bis zur Meiji-Restauration.

## Anlage
Die Kinoshita, beunruhigt durch die nach der Schlacht weiter ungeklärte Zukunft der Toyotomi, bauten an der Bucht von Beppu direkt am Wasser eine neue Burg. Die Burg bestand aus den drei üblichen Bereichen Hommaru (本丸), Ni-no-maru (二ノ丸) und San-no-maru (三ノ丸), hier in „Leiterform“ (梯郭式, teikaku-shiki) hintereinander angelegt. Der Zugang erfolgte durch ein Doppeltor in Kastenform (桝形虎口, masugata koguchi). Nach Süden war die Burg durch den – von außen gesehen dreistöckigen – Burgturm (天守閣, tenshukaku) und durch das Meer geschützt. Vor der Südwestseite des Burgturms war eine Aussichtsplattform (望海櫓, Bōkai-yagura) angelegt.
Zu Beginn der Meiji-Zeit wurden die Gebäude der Burg weitgehend abgetragen. Erhalten geblieben sind die Wachtürme Kimon-Yagura (鬼門櫓) und Kane-yagura (鐘櫓), die aber auf andere Stellen umgesetzt worden sind. In den letzten Jahren ist die Residenz im Ni-no-maru als Ninomaru-kan (二の丸疳) nachgebaut worden.

## Bilder

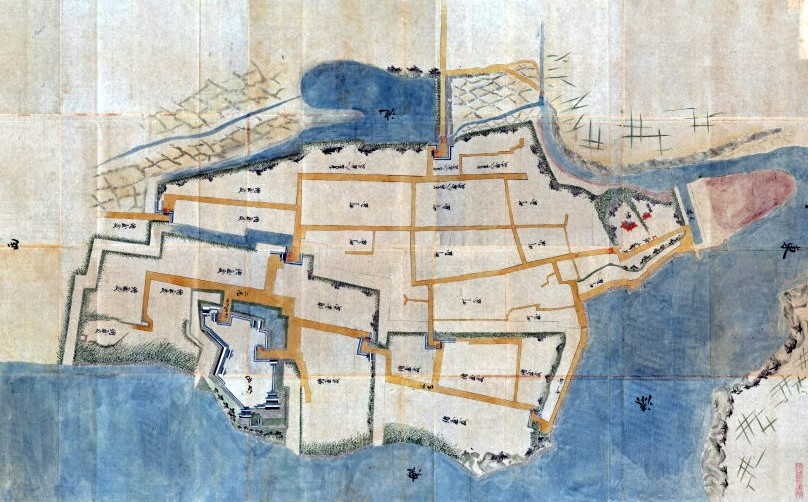
Alter Plan der Burg
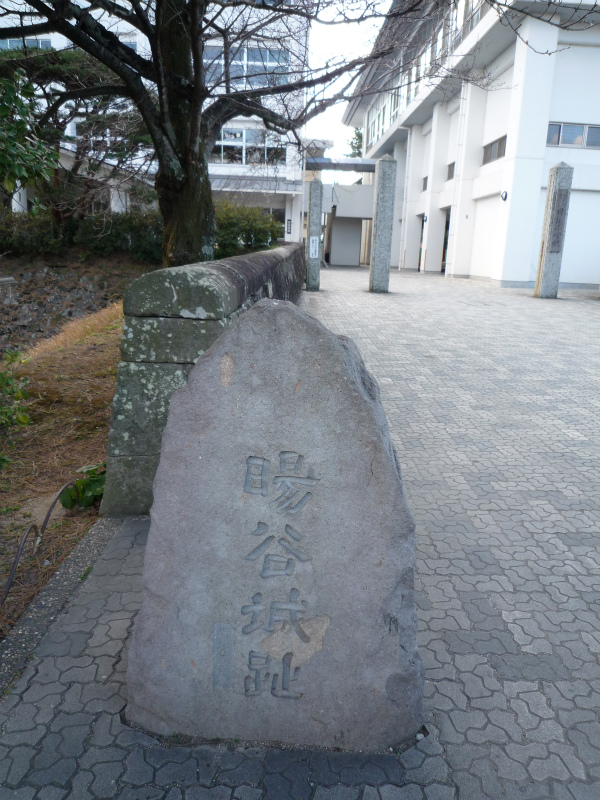
Gedenkstein Yōkoku-jō
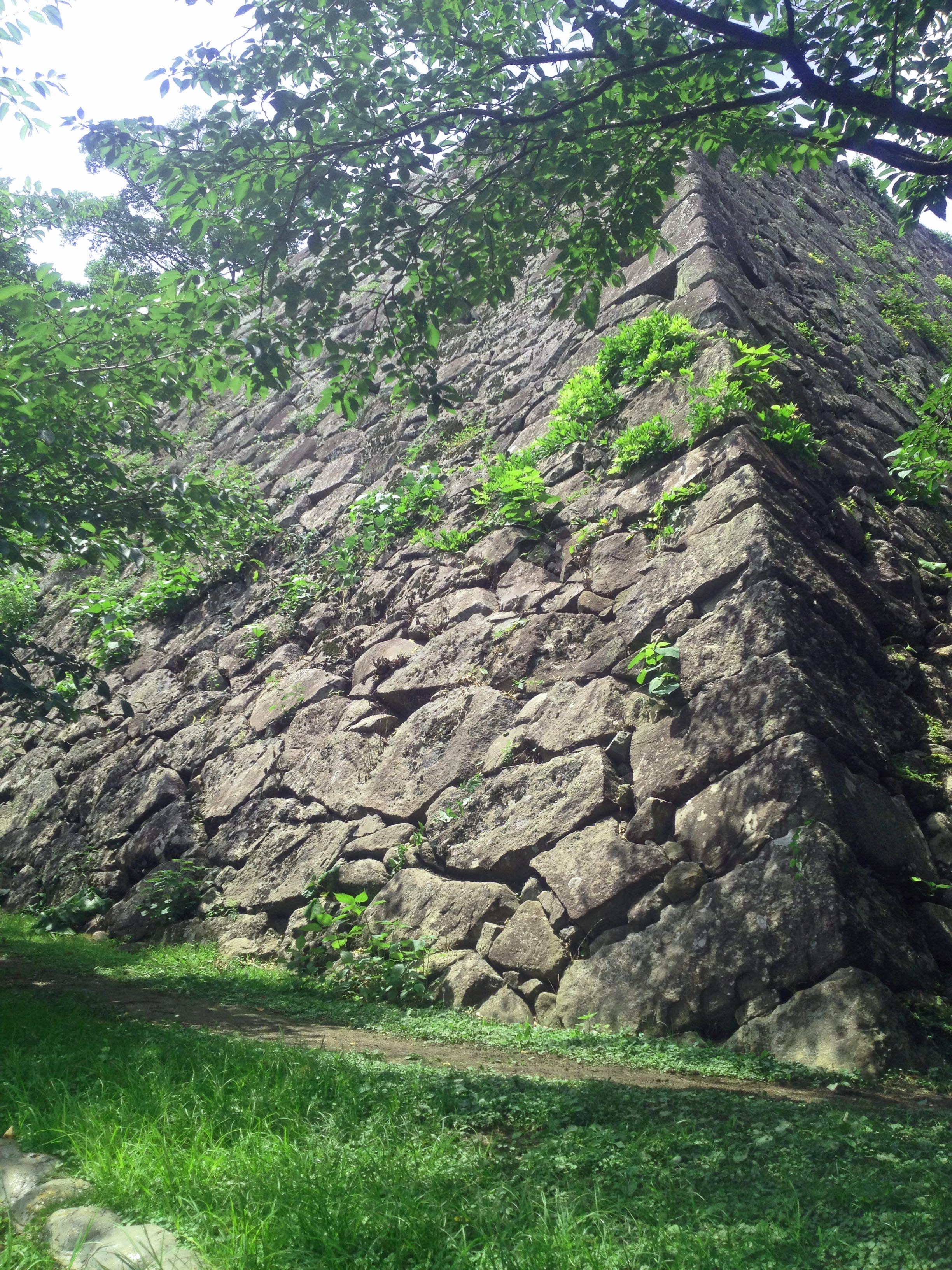
Vasis des Burgturms
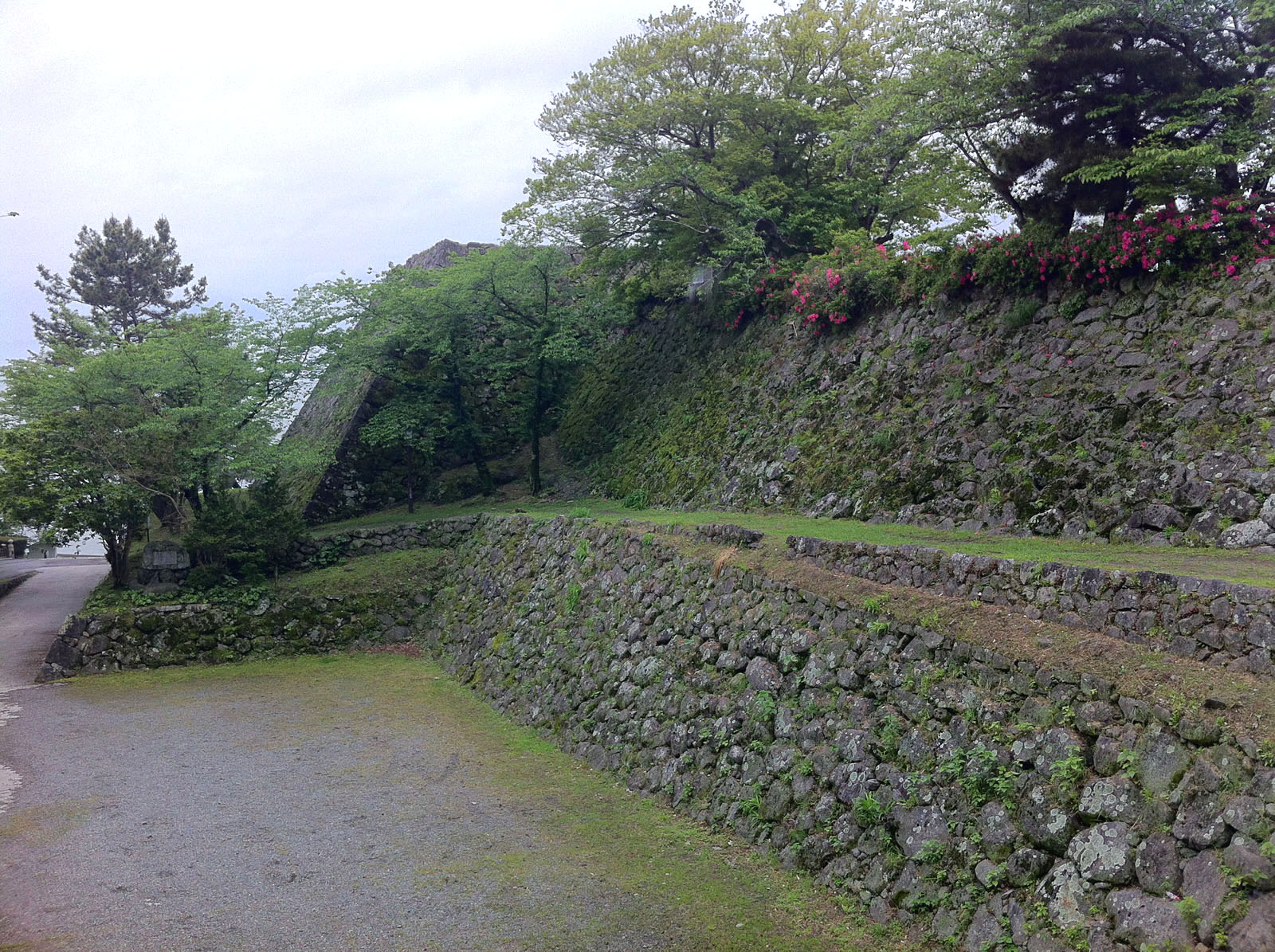
Besis des Burgturms, innen
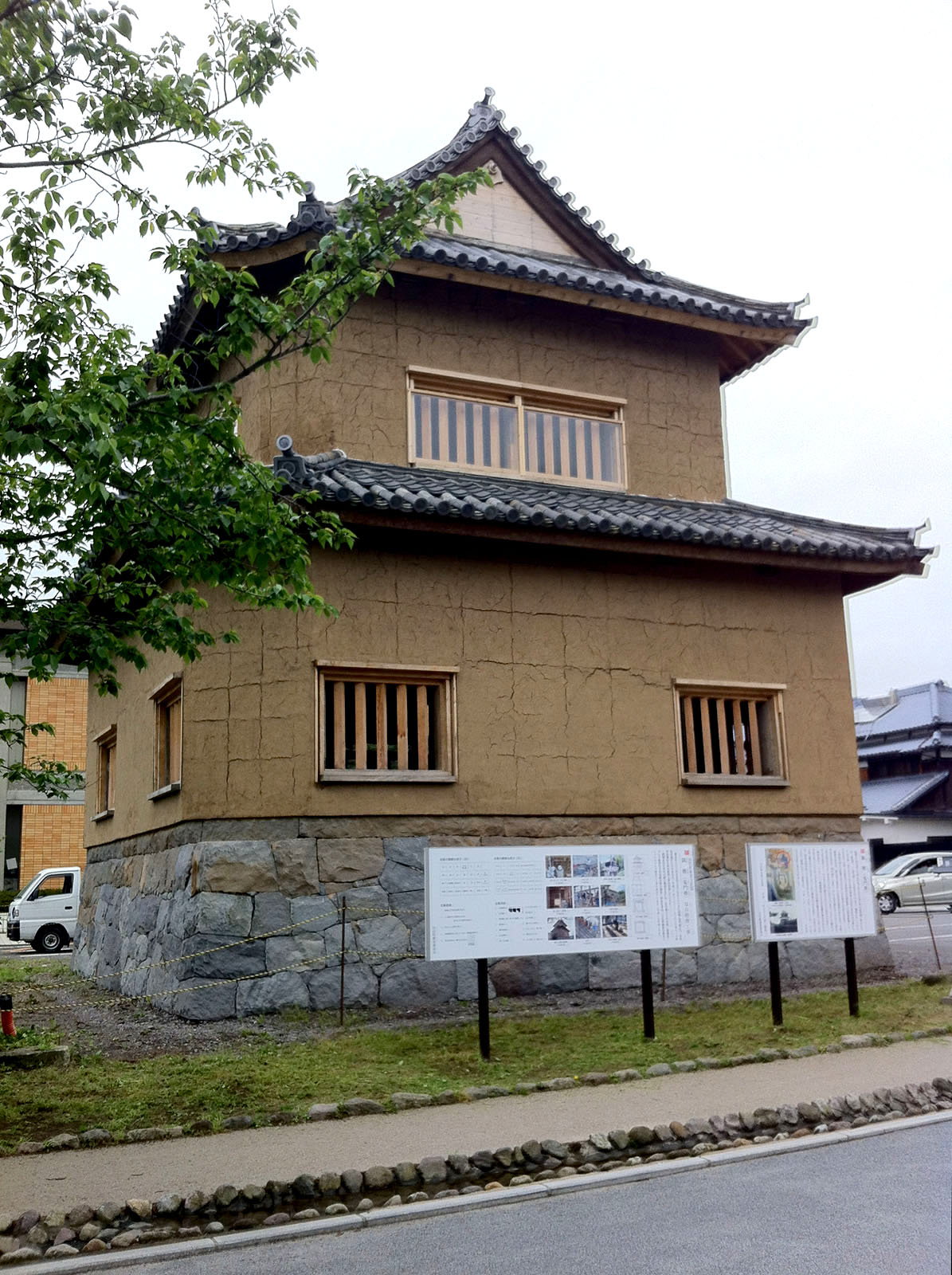
Kimon-Wachturm, außen
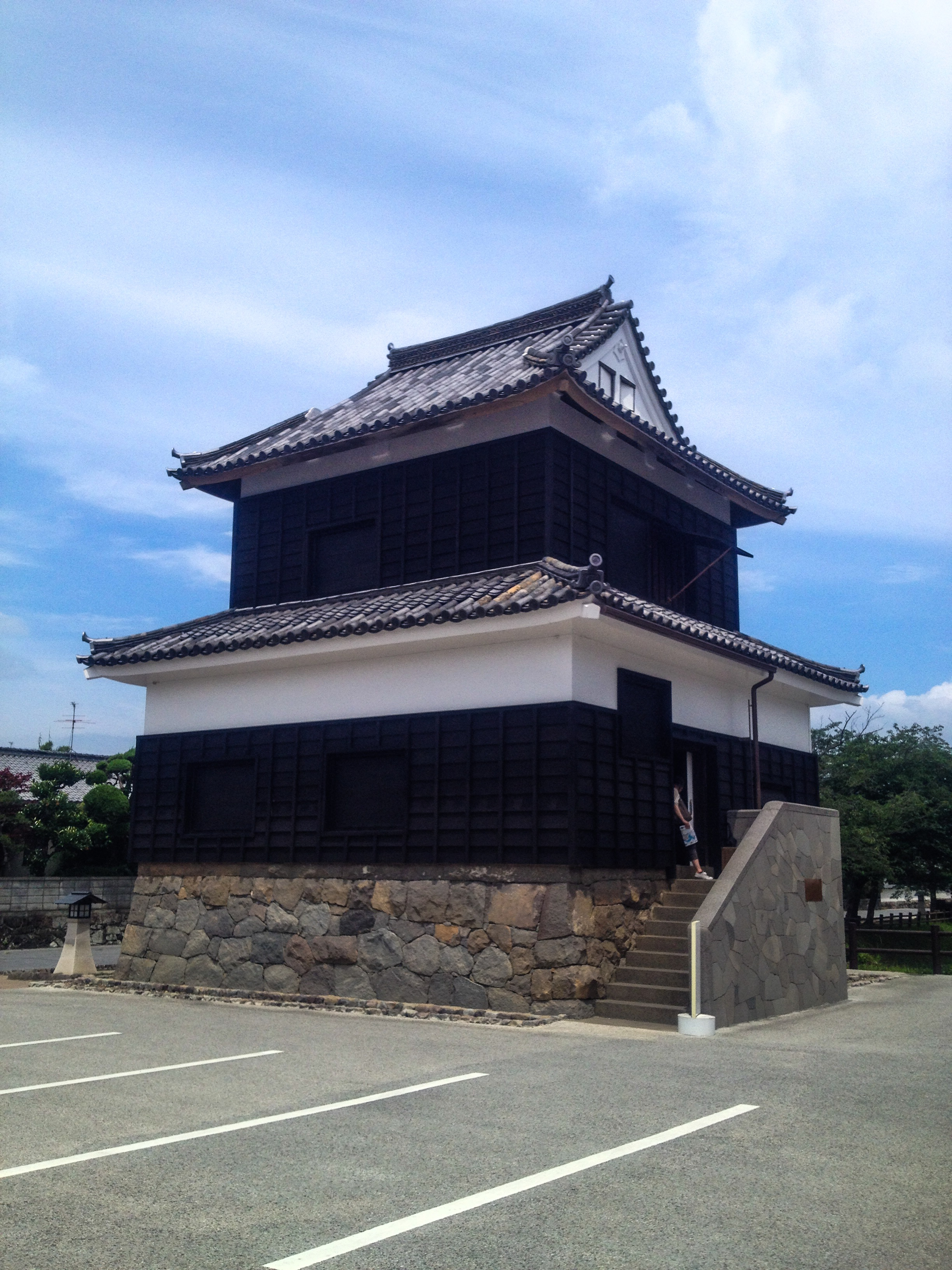
Kimon-Wachturm, innen
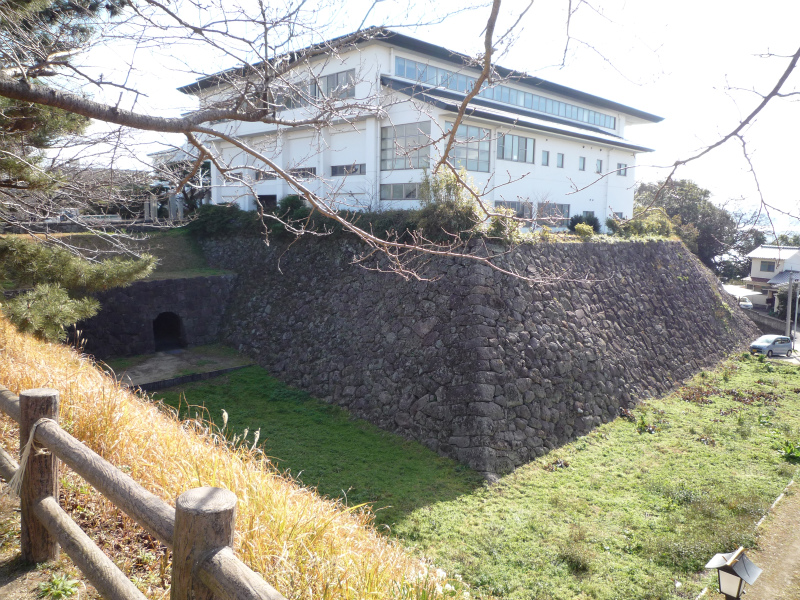
Überbaute Burgpartie